# 葉王

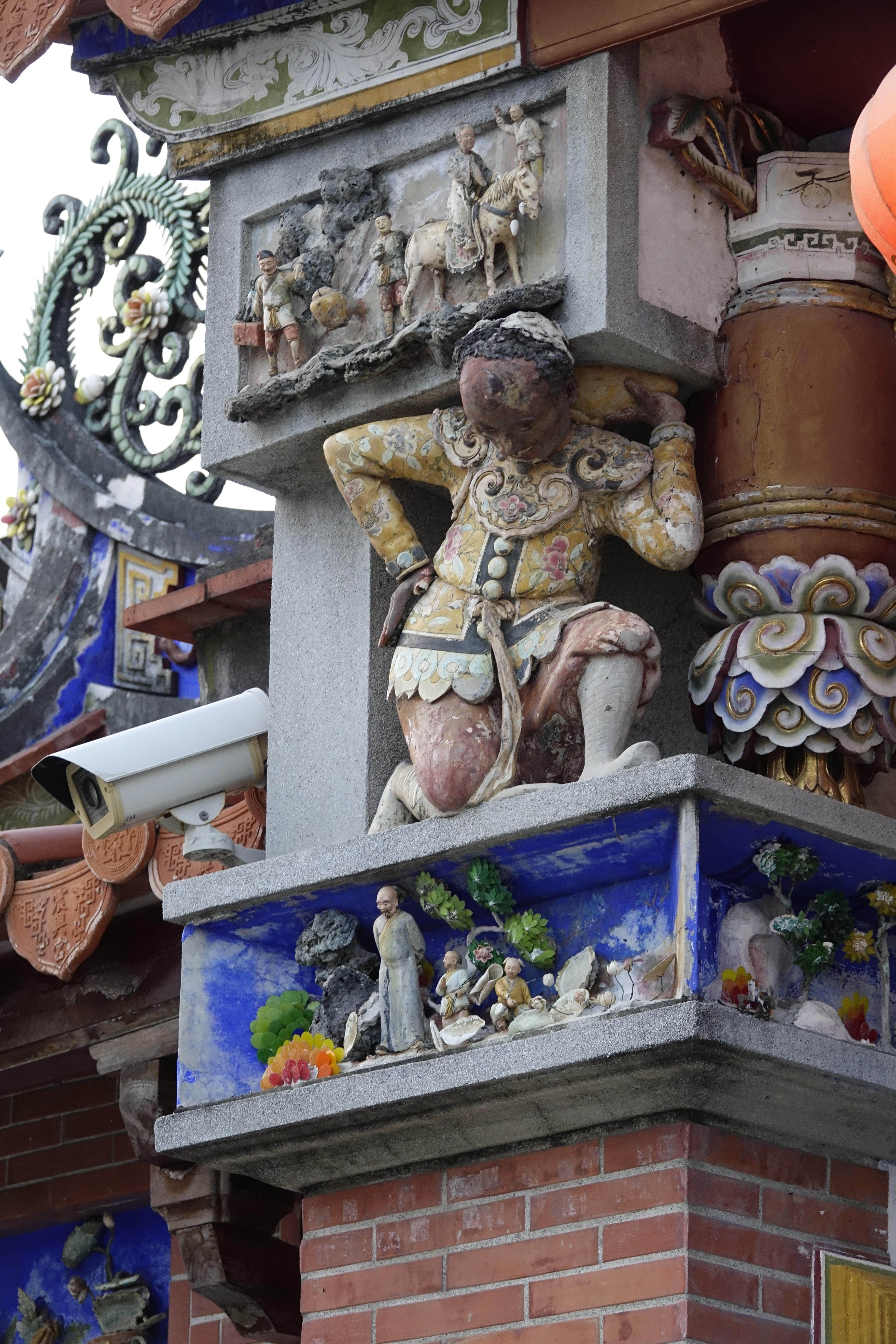
佳里震興宮的葉王作品。

葉王（1826年—1887年），本名麟趾、字和雲，外號「獅」，時人以「王獅」相稱，後人改為「王師」以示尊稱。台灣嘉義人，為第一位台灣出身的交趾陶藝師。在台南縣、嘉義縣一帶廟宇中皆可見其作品。其寶石釉製作技術為當今台灣交趾陶二大支派之一，與洪坤福的水彩釉齊名，作品曾遍及全台，有「台灣絕技」、「台灣交趾第一人」之譽。

## 生平
葉王的父親葉清嶽為福建省漳州平和縣人，13歲移居台灣嘉義縣民雄鄉，葉王為其次子，另有長兄精英。葉清嶽本為陶工，其作品在日治時期即被日人攜出。葉王受家學浸濡，幼時即以泥塑為樂。當時廣東交趾陶師劉詩構應聘前往台南建築兩廣會館（或說為三山國王廟），行經嘉義時偶見葉王泥塑的技術精巧，於是收他為徒，帶往台南傳授交趾陶技術。
葉王習得技藝後，所製作品以今嘉義市一帶為主。清咸豐3年（1853年）嘉南地區發生大地震，包括佳里金唐殿、學甲慈濟宮的修繕，其裝飾工程皆由葉王主持。咸豐、同治年間，因翻修廟宇盛行，也成為葉王最活躍的創作時期。中南部寺廟與豪宅皆可見其作品，但至日治時期其價值才漸受重視。

## 傳承
葉王沒有嫡傳弟子，但曾將製釉技術傳予黃得意、許子瀾二人（一說為傳予三人：許子瀾與二佚名者，其中一人姓簡。），其中許氏為清代秀才，習藝僅為玩票而未成大業，黃氏則得葉王的上釉技術，並傳予林添木。林添木融合葉王之釉彩技術與習自蔡文董的剪黏技藝，曾一度以仿葉王手法的方式創作，並授藝予高枝明、蘇俊夫、葉星佑、吳榮、羅木枝、林智信、林俊亨、葉貞吉、劉奇、林洸沂等藝師，至此，葉王一派方得發揚光大。

## 作品特色
葉王交趾陶作品多用於廟宇裝飾，題材廣泛，涵蓋古今歷史、小說、掌故，以人物為最大宗。其所塑人像多半形體不大，胎質薄、重量輕。以刮平線刻手法，細緻的表現人物的面孔、衣紋，使人物栩栩如生、各具性格。1900年在法國巴黎世界博覽會展出時，被評為「台灣絕技」。
用色部分，葉王以寶石釉為長，與嘉義稍晚出的洪坤福水彩釉不同。他結合了低溫軟陶的鉛釉與高溫的瓷器釉，釉彩調合典雅、色澤飽和，著名的有胭脂紅、翡翠綠、古黃諸色。據當今科學分析，胭脂紅釉質中包括鉛、鉀、矽酸的氧化物，翡翠綠含鉛、鈉、鈣、硼、矽酸之氧化物，古黃則是以鉛、鋁、矽酸氧化物為主要成份，以攝氏870～920度的溫度燒製而成。其中「胭脂紅」為葉王獨創的新釉色，被認為是葉王派最重要的特徵。

## 作品分布
葉王作品主要分佈於嘉南地區，日人亦有遠至台北、淡水、新竹等地的說法。目前可考的創作可參見後表。這些作品因翻修、盜取、損壞等因素，多已不傳，今新竹市市定古蹟新竹鄭氏家廟中尚有留存。另外，臺南市學甲慈濟宮有葉王作品百餘件，其中56件於1980年12月2日及3日遭竊，慈濟宮遂將大部分葉王作品卸下，收藏於宮內附屬的「葉王交趾陶文化館」中，目前殿中作品則為葉王派後人林洸沂之仿作。2003年，震旦文教基金會在偶然機會下，至海外買回36件失竊作品，並無償歸還慈濟宮，目前亦已納入館藏。葉王作品部分已被列為中華民國國寶（分別來自學甲慈濟宮3件、國立傳統藝術中心1件藏品）。

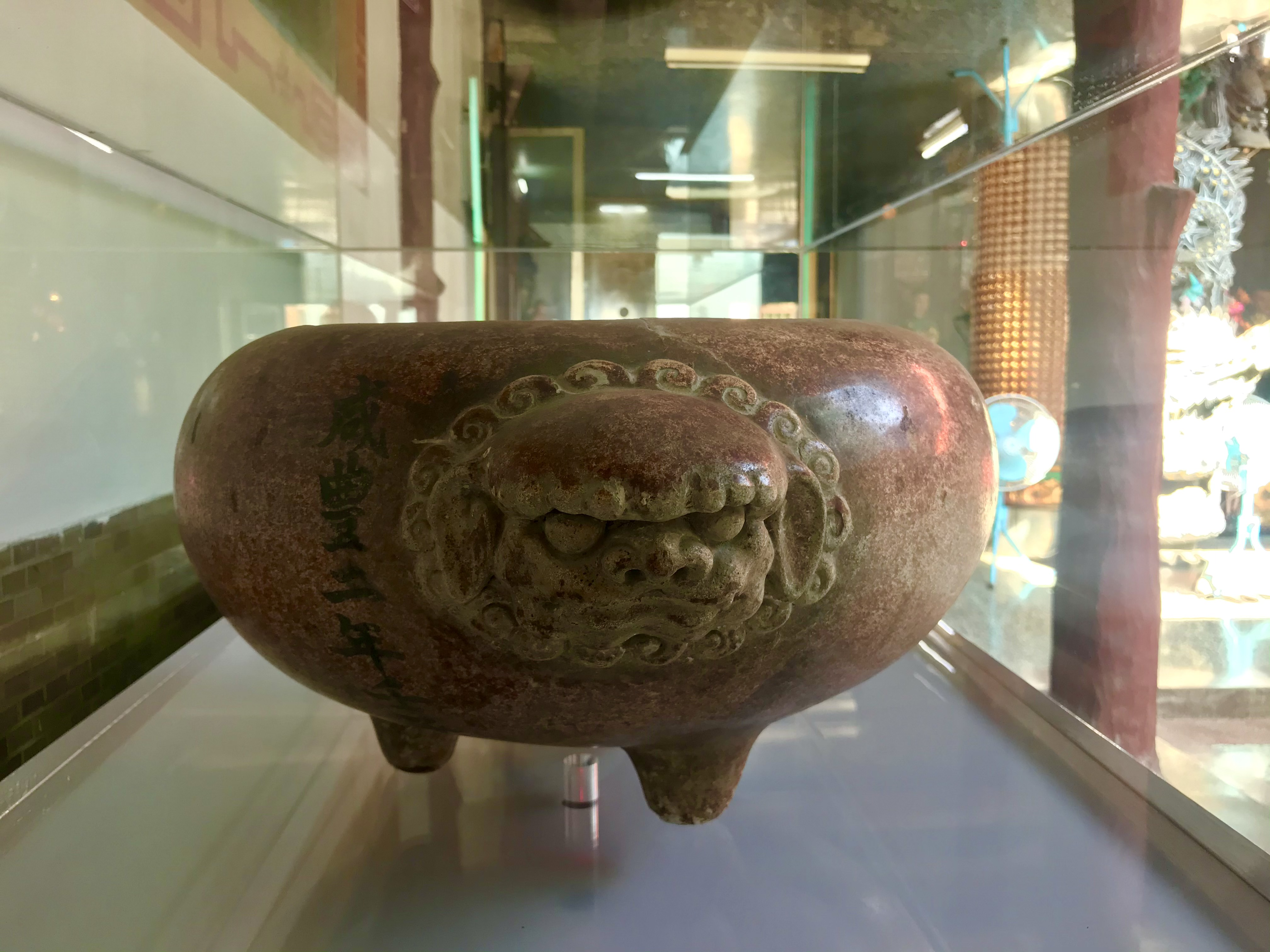
水上苦竹寺葉王獅首缽式三足爐

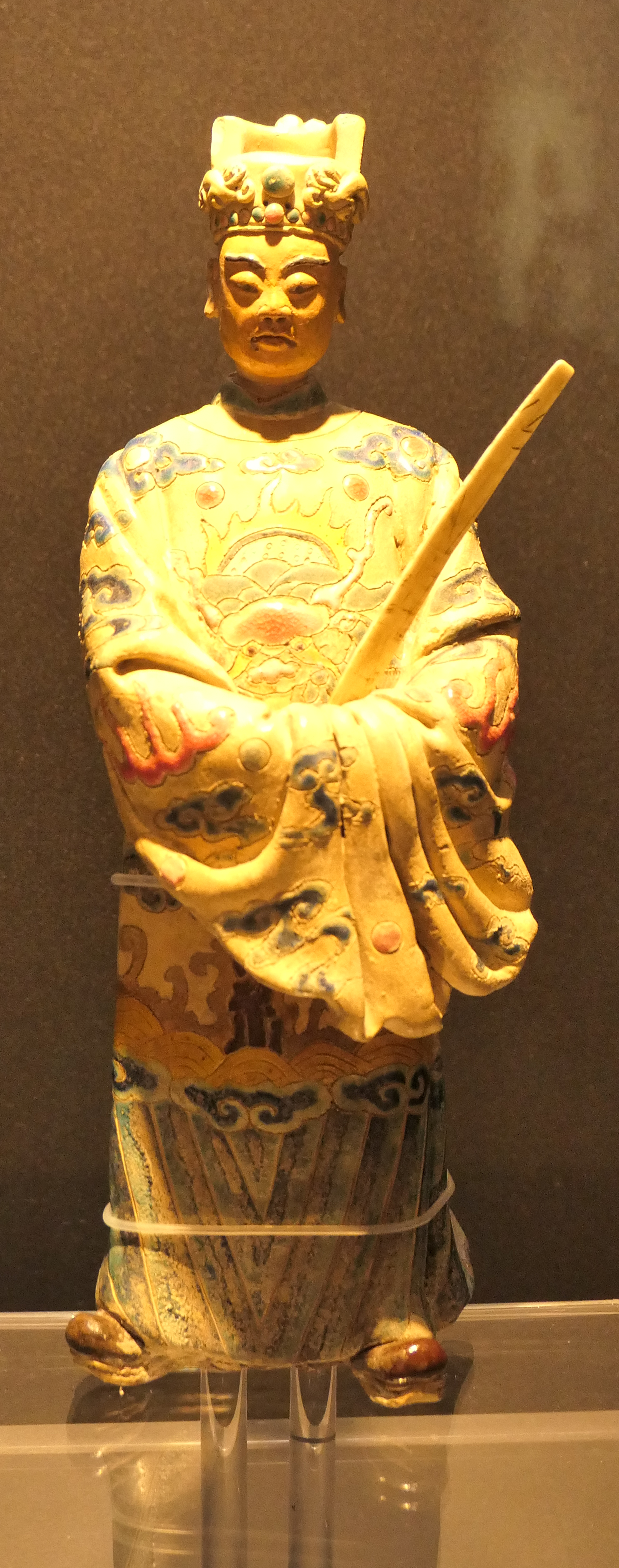
葉王交趾陶文官立像（嘉義市立博物館館藏）

| 年份   | 縣市   | 作品             |
| ------ | ------ | ---------------- |
| 1842年 | 嘉義市 | 嘉義市城隍廟     |
| 1843年 | 嘉義市 | 嘉義市開漳聖王廟 |
| 1846年 | 嘉義市 | 嘉義市元帥廟     |
| 1852年 | 嘉義縣 | 水上苦竹寺       |
| 1855年 | 台南縣 | 佳里金唐殿       |
| 1860年 | 台南縣 | 學甲慈濟宮       |
| 1862年 | 嘉義市 | 嘉義市地藏王廟   |
| 1865年 | 嘉義縣 | 朴子配天宮       |
| 1868年 | 台南縣 | 佳里震興宮       |
| 1872年 | 嘉義市 | 嘉義三山國王廟   |

## 家族
|        |        |        |        | 葉清嶽 |        |  |  |      |      |      |      |      |      |  |  |      |      |      |      |      |      |  |  |
|        |        |        |        |        |        |  |  |      |      |      |      |      |      |  |  |      |      |      |      |      |      |  |  |
|        |        |        |        |        |        |  |  |      |      |      |      |      |      |  |  |      |      |      |      |      |      |  |  |
| 葉精英 | 葉精英 | 葉精英 | 葉精英 | 葉精英 | 葉精英 |  |  | 葉王 | 葉王 | 葉王 | 葉王 | 葉王 | 葉王 |  |  | 張言 | 張言 | 張言 | 張言 | 張言 | 張言 |  |  |
| 葉精英 | 葉精英 | 葉精英 | 葉精英 | 葉精英 | 葉精英 |  |  | 葉王 | 葉王 | 葉王 | 葉王 | 葉王 | 葉王 |  |  | 張言 | 張言 | 張言 | 張言 | 張言 | 張言 |  |  |
|        |        |        |        |        |        |  |  |      |      |      |      |      |      |  |  |      |      |      |      |      |      |  |  |
|        |        |        |        |        |        |  |  |      |      |      |      |      |      |  |  |      |      |      |      |      |      |  |  |
|        |        |        |        |        |        |  |  | 不詳 | 不詳 | 不詳 | 不詳 | 不詳 | 不詳 |  |  | 葉牛 | 葉牛 | 葉牛 | 葉牛 | 葉牛 | 葉牛 |  |  |